# Gunnar Strömstén
Gunnar Valfrid Strömstén (ur. 23 stycznia 1885 – zm. 10 grudnia 1963) – fiński łyżwiarz szybki, srebrny medalista mistrzostw świata i Europy.

## Kariera
Pierwszy sukces w karierze Gunnar Strömstén osiągnął w 1906 roku, kiedy zajął drugie miejsce podczas wielobojowych mistrzostw świata w Helsinkach. W poszczególnych biegach był szósty na 500 m oraz drugi na dystansach 5000 m, 1500 i 10 000 m. Wynik ten powtórzył na rozgrywanych rok później mistrzostwach świata w Trondheim, tym razem wygrywając w biegach na 5000 i 10 000 m. Na obu tych imprezach nie trzymał jednak medalu, bowiem w tamtych czasach otrzymywał go tylko zwycięzca. Medal przywiózł za to z mistrzostw Europy w Sztokholmie w 1912 roku, gdzie był drugi za Oscarem Mathisenem z Norwegii. Strömstén był tam drugi w biegach na 5000 i 10 000 m, piąty na 500 m i szósty na 1500 m. W tym samym roku srebrny medal zdobył także podczas mistrzostw świata w Oslo, rozdzielając na podium Oscara Mathisena i jego rodaka, Trygve Lundgrena. Fin zajął ponadto czwarte miejsce na rozgrywanych w 1908 roku mistrzostwach świata w Davos, przegrywając walkę o medal z Moje Öholmem ze Szwecji. Jego najlepszym wynikiem było tam drugie miejsce na dystansie 10 000 m.